# Tony Hymas
Anthony James Keith Hymas, mais conhecido por Tony Hymas é um compositor, pianista e tecladista britânico. Conhecido por ser um músico bastante versátil e eclético, é um dos fundadores da banda Ph.D. e também o compositor algumas músicas de fundo que tocam na versão brasileira dos seriados mexicanos El Chavo del Ocho e El Chapulín Colorado (conhecidos no Brasil como Chaves e Chapolin Colorado).

## Carreira
Tony teve aulas de piano na Royal Academy of Music. De 1976 a 1978 ele tocou na banda de Jack Bruce. Depois, tocou na banda do Jeff Beck por 20 anos.

## Discografia
- 2010 - Hope Street (Nato)
- 2010 - De l'origine du Monde
- 2010 - I Will Not Take 'But' for an Answer (com a banda "Ursus Minor")
- 2013 - Chroniques de resistance (2013)
- 2016 - Tony Hymas joue Léo Ferré (álbum com reduções de piano de canções de Léo Ferré).